# Lina Murr Nehmé
Lina Murr Nehme, née en 1955, est une historienne et politologue franco-libanaise, spécialiste du monde arabe contemporain. Diplômée de l'École nationale supérieure des beaux-arts de Paris en 1982, elle est professeur à l'université libanaise de Beyrouth. Ses recherches portent sur l'histoire politique et religieuse. Elle a publié des essais sur les conflits contemporains du Moyen-Orient, sur l'islamisme, les racines historiques des mouvements terroristes, leur doctrine, leur action et leur financement.

## Biographie
Née en 1955, Lina Murr Nehmé est la fille de May et Alfred Murr, écrivains libanais célèbres. Par son père, elle est la petite-fille de Duaibis Murr, condamné à mort par contumace par les Turcs durant la Première Guerre mondiale.

## Positions

### Défense des otages libanais détenus en Syrie
En 2008, Lina Murr Nehmé rappelle que de nombreuses familles ignorent toujours le sort de leurs proches disparus ou pris en otages pendant la guerre du Liban. Dans Les Otages libanais dans les prisons syriennes - jusqu'à quand ? (2008), lettre ouverte au président syrien Bachar El-Assad recueillant les témoignages de victimes de la torture et de leurs familles, elle demande que tout otage encore en vie soit libéré, et que les informations concernant les morts soient communiquées. Elle se prononce publiquement en faveur d’une enquête globale sur une fosse commune prétendument découverte à Chebaniyeh, à la suite du scandale déclenché par le journaliste Manal Chaaya révélant l’emplacement d’un charnier présumé à Halat au Liban, dont l’excavation a été entreprise par les Forces de Sécurité Intérieure,.

### Droit à la vie privée et défense du patrimoine libanais
En 2011, elle s'exprime en faveur du droit à la vie privée des citoyens, dénonçant le fait que les autorités libanaises collectent des données privées et les divulgue parfois à des parties extérieures.
En 2012, Lina Murr Nehmé prend l’initiative de défendre des sites archéologiques voués à la destruction à Beyrouth. Après une phase initiale de lobby politique auprès du ministre de la Culture, elle organise une manifestation le 21 avril 2012 pour sauver la parcelle 1474, contenant des vestiges archéologiques destinés à être détruits ou inclus dans un projet immobilier. Elle déclare à la presse que la préservation du patrimoine doit primer sur les intérêts des sociétés privées,.

## Thèmes de recherche

### Renaissance italienne et schisme orthodoxe
Dans La Renaissance en question, Lina Murr Nehmé étudie le financement de l’art et des artistes mis au service des ambitions théologiques et politiques dans l'Italie du XVe siècle.
Dans 1453: Mahomet II impose le schisme orthodoxe (2003), elle étudie le Concile de Florence, par lequel les deux Églises scellent leur union, brisée par la chute de Constantinople. Elle conclut que le Concile de Florence est toujours valable d’un point de vue chrétien orthodoxe, et que les orthodoxes y ont réalisé tous leurs objectifs théologiques.

### Islamisme
Dans plusieurs livres consacrés à la guerre du Liban et aux crises idéologico-religieuses du début du XXIe siècle, Lina Murr Nehmé analyse les sources théologiques et juridiques du Sunnisme, notamment Al-Ghazali et Ibn Taymiyya, et leur réactualisation par les théoriciens de l'islamisme moderne qui inspirent le fondamentalisme contemporain : wahhabisme, Tabligh, idéologie des Frères musulmans, genèse d'Al-Qaïda et de Daech. Analysant la formation du discours fondamentaliste et sa réception en Occident, elle montre comment l'idéologie sunnite développée et propagée en Orient au début du XXe siècle alimente le terrorisme islamiste et le djihadisme. Elle remet également en question la doctrine véhiculée par les porte-paroles de l'islam en France et le contenu de l'enseignement dispensé dans les centres de formation pour imams.
Dans L'Islamisme et les femmes (2017), Lina Murr Nehmé traite différents cas de discriminations ou de mauvais traitements (séquestration, violences sexuelles, esclavage) subis par les femmes en raison de la prédication islamiste. Elle interprète le meurtre de Sarah Halimi comme un crime antisémite, en se fondant sur l'enseignement fondamentaliste qu'aurait reçu le meurtrier présumé. Dans une contribution à l'ouvrage collectif Le Nouvel Antisémitisme en France (2018), elle préconise l'examen par les autorités françaises des appels à la haine contenus dans l'enseignement et la prédication de certaines mosquées en France,. Lors du dénouement du procès d'Asia Bibi, elle souligne le rôle joué au Pakistan par la loi anti-blasphème, et la menace que le parti islamiste (PLK) ferait peser sur l'unité du pays,.

### Essais historiques et politiques (en français)
- Baalbek la phénicienne, Beyrouth, Aleph et Taw, 1997 (disponible aussi en anglais et en arabe)
- La Renaissance en question, Beyrouth, Aleph et Taw, 2000 (2 vol.)
- Prophéties de la Bible pour le Liban moderne, I. Livres d'Habacuc et Abdias, Beyrouth, Aleph et Taw, 2000 (français-arabe)
- 1453 : Mahomet II impose le schisme orthodoxe, Paris, François-Xavier de Guibert, 2003 (disponible aussi en anglais)

- Les Otages libanais dans les prisons syriennes: jusqu'à quand ? Lettre ouverte au président Bachar Assad et à la communauté internationale, Beyrouth, Aleph et Taw, 2008
- Du Règne de la pègre au réveil du lion - lettre ouverte à M. Sarkozy, Beyrouth, Aleph et Taw, 2008
- Le Liban assassiné - lettre ouverte à M. Sarkozy, Beyrouth, Aleph et Taw, 2008
- Si Beyrouth parlait..., Beyrouth, Aleph et Taw, 2011 (français-arabe)
- La Palestine, l'argent et le pétrole, Beyrouth, Aleph et Taw, 2013
- Fatwas et caricatures - la stratégie de l'islamisme, Paris, Salvator, 2015
- Quand les Anglais livraient le Levant à l'État islamique, Paris, Salvator, 2016
- Tariq Ramadan, Tareq Oubrou, Dalil Boubakeur : ce qu'ils cachent, Paris, Salvator, 2017
- L'islamisme et les femmes - meurtre de Sarah Halimi, princesses saoudiennes séquestrées et autres scandales passés sous silence, Paris, Salvator, 2017

#### Adaptations
- Anne-Catherine Emmerich, Clemens Brentano, La douloureuse Passion de Jésus-Christ, introduction et adaptation par Lina Murr Nehmé, Paris, François-Xavier de Guibert, 2004
- Charbel Abi-Khalil, Abouna Antoun, l'ermite missionnaire du Liban, adaptation, ajout de hors-texte et de photographies par Lina Murr Nehmé, Beyrouth, Aleph et Taw, 2007

#### Ouvrage collectif
- Le nouvel Antisémitisme en France - retour sur l'affaire Sarah Halimi, contributions de Georges Bensoussan, Pascal Bruckner, Luc Ferry, Boualem Sansal et alii ; préface d'Elisabeth de Fontenay, Paris, Albin Michel, 2018

### Romans (en français)[22]
- Comme un torrent qui gronde, Beyrouth, Ishtar, 1987
- Barbara de Baalbek, Beyrouth, Aleph et Taw, 2000

En anglais
- Phoenician Baalbek, Beyrouth, Aleph et Taw, 2000
- 1453, Fall of Constantinople : Muhammad II Imposes the Orthodox Schism, Beyrouth, Aleph et Taw, 2003